# Миомир Вуковић
Миомир Вуковић (рођен 27. маја 1987) је црногорски фудбалер, који тренутно игра за ХШК Зрињски Мостар.